# New York Dolls
Die New York Dolls (engl. New Yorker Puppen) ist eine in New York City gegründete Rockband der frühen 1970er Jahre und Vorreiter der späteren Punk-Bewegung. Von den Detroiter Bands MC5 und The Stooges beeinflusst, prägten die New York Dolls eine gesamte Epoche von Musikern und Bands wie die Hanoi Rocks, The Damned, The Boys und die Sex Pistols, deren Manager Malcolm McLaren einige Zeit mit den Dolls zusammengearbeitet hatte.

## Geschichte
Die New York Dolls wurden 1971 gegründet. Frontmann war David Johansen, der Ähnlichkeit mit Mick Jagger von The Rolling Stones aufweist, Gitarrist Johnny Thunders hatte Keith Richards als Vorbild. Arthur „Killer“ Kane war Bassist. Gründungsmitglied und weiterer Gitarrist war Rick Rivets, der jedoch 1972 die Band verließ und durch Sylvain Sylvain (* 14. Februar 1951; † 13. Januar 2021) ersetzt wurde. Schlagzeuger Billy Murcia starb während der England-Tournee im November 1972 an einer Überdosis Heroin. Bei den Aufnahmen zum ersten Album saß bereits Jerry Nolan am Schlagzeug.
Die Band trat hauptsächlich im Mercer Arts Center, einem Club im Gebäude des New Yorker Broadway Central Hotel, oder im Max’s Kansas City auf und gaben dort energiegeladene Shows in Travestie-artiger Kostümierung mit Kleidern, hochhackigen Schuhen und Strumpfhosen. Sänger Johansen trat oft als Greta Garbo verkleidet auf oder behängte sich mit dicken Halsketten. Dazu spielte die Band kurze Songs mit Hard-Rock-Riffs.
Die New York Dolls veröffentlichten zwei Studioalben bei Mercury Records: 1973 die gleichnamige LP New York Dolls und 1974 Too Much Too Soon. Trotz einer Europatour, einem Fernsehauftritt bei The Old Grey Whistle Test und allgemeiner positiver Resonanz der Musikjournalisten erreichten die Alben lediglich die untersten Plätze der Charts, während die Band live uneingeschränkt große Aufmerksamkeit erhielt.
Neuer Manager der Band wurde Malcolm McLaren, jedoch blieb der kommerzielle Erfolg weiterhin aus. Zusätzlich schadeten die Drogenexzesse von Nolan und Thunders dem Zusammenhalt der Gruppe, was dazu führte, dass beide 1975 die Band verließen. Johansen und Sylvain traten mit wechselnden Musikern weiterhin als New York Dolls auf, bis sie 1977 getrennte Wege gingen.

## Nach der Auflösung
Johnny Thunders und Jerry Nolan gründeten 1975 The Heartbreakers und betätigten sich nach deren Auflösung als Solisten. Thunders verstarb 1991 an den Folgen seiner Drogensucht. Nolan folgte ihm ein paar Monate später. David Johansen trat in den 1980er Jahren unter dem Pseudonym „Buster Poindexter“ auf. 1985 sah man ihn als Gastschauspieler in einer Folge der Fernsehserie Miami Vice. Johansen wirkte zudem in den Kinofilmen Die Geister, die ich rief, Geschichten aus der Schattenwelt (1990) und Freejack – Geisel der Zukunft mit. Syl Sylvain startete ebenfalls eine Solokarriere.

## Reunion 2004
Auf Veranlassung des britischen Sängers Morrissey kam es 2004 zur Reunion der New York Dolls. Johansen, Sylvain und Kane – unterstützt von Schlagzeuger Gary Powell, Gitarrist Steve Conte und Brian Koonin am Keyboard – gaben zwei Konzerte auf dem Meltdown Festival in London, die anschließend auf DVD herausgebracht wurden. Am 13. Juli 2004 starb Arthur Kane an Leukämie.
Am 28. Juli 2006 erschien in Deutschland ein neues Studioalbum der New York Dolls, One Day It Will Please Us to Remember Even This, auf Roadrunner Records. Von den Originalmitgliedern waren noch David Johansen und Sylvain Sylvain in der Band, die regelmäßig Konzerte gab, unter anderem auf dem Lokerse Festival in Lokeren (Belgien) 2008. Im Sommer 2018 wurde bei Gitarrist Sylvain eine Krebserkrankung diagnostiziert, die zu seinem Tod am 13. Januar 2021 führte. David Johansen verstarb am 28. Februar 2025 nach langer Krankheit.

## Diskografie

### Studioalben
- 1973: New York Dolls
- 1974: Too Much Too Soon
- 2006: One Day It Will Please Us to Remember Even This
- 2009: ’Cause I Sez So
- 2011: Dancing Backwards in High Heels
- 2014: All Dolled Up (Interview-LP + DVD mit 18 Videoclips)

### Demoalben
- 1981: Lipstick Killers: The Mercer Street Sessions 1972
- 1993: New York Tapes 72–73
- 2000: Actress: Birth of the New York Dolls (als Actress)
- 2000: Endless Party
- 2006: Private World: The Complete Early Studio Demos 1972–73  (2 CDs)

### Livealben
- 1984: Red Patent Leather
- 1992: Seven Day Weekend
- 1993: Paris le trash
- 1998: I’m a Human Being (Live)
- 1998: Live in Concert, Paris 1974 (Reissue von Paris le trash)
- 1999: The Glamorous Life – Live
- 2002: From Paris with Love (L. U. V.)
- 2004: Morrissey Presents: The Return of the New York Dolls. Live at the Royal Festival Hall
- 2006: From Here to Eternity: The Live Bootleg Box Set (Box mit 3 CDs)
- 2008: Live at Fillmore East
- 2011: Live from the Bowery 2011
- 2014: Live 1974
- 2015: Butterflyin’

### Kompilationen
- 1985: After the Storm (Splitalbum, mit The Original Pistols, je 4 Tracks)
- 1985: Night of the Living Dolls
- 1991: The Glam Rock Hits
- 1994: Rock ’n Roll
- 2000: A Hard Night’s Day
- 2002: Great Big Kiss (2 CDs)
- 2003: Manhattan Mayhem (2 CDs)
- 2003: The Best of New York Dolls
- 2003: Looking for a Kiss
- 2012: Personality Crisis: A Pink Patent Plastic Portrait of the Dolls (2 LPs)

### Singles
- 1973: Trash
- 1973: Personality Crisis
- 1973: Jet Boy
- 1974: Puss ’n’ Boots
- 1974: Stranded in the Jungle
- 1978: Bad Girl
- 1984: Pills
- 1990: The Early Years Live
- 1986: Personality Crisis / Subway Train (Demo Versionen)
- 1986: Looking for a Kiss / Bad Girl (Demo Versionen)
- 1998: Lonely Planet Boy
- 2006: Dance Like a Monkey
- 2009: Trash / Trash (Live 2009)
- 2011: Fool for You Baby (Dom Dom Dippy)
- 2016: 1973 Mercury Demos (inkl. Personality Crisis und Trsh)